# Лудвиг фон Брауншвайг-Люнебург
Лудвиг фон Брауншвайг-Люнебург (на немски: Ludwig von Braunschweig-Lüneburg; * ок. 1300; † 18 юли 1346, Валсроде) от фамилията Велфи (Стар Дом Люнебург), е епископ на Минден (1324 – 1346).

## Живот
Той е третият син на Ото II „Строгия“ (1266 – 1330), княз на Люнебург, и съпругата му принцеса Матилда Баварска (1275 – 1319), сестра на Лудвиг Баварски, дъщеря на баварския херцог Лудвиг II Строги († 1294) и третата му съпруга Матилда Хабсбургска (1251 – 1304), дъщеря на римския крал Рудолф I. Братята му Ото III († 1352) и Вилхелм († 1369) последват баща му на трона. Най-големият му брат Йохан († 1324) е администратор на архиепископия Бремен.
През 1324 г. Лудвиг е ръкоположен за поддякон и през 1324 г. е избран за епископ на Минден. Той е първият епископ на Минден от рода Велфи. Стига се до големи борби с графовете на Хоя, тяхната войска разрушава през 1335 г. замъка Нойхауз в Минден. След това през 1335 г. той построява замъка Шлюселбург.
Лудвиг подарява през 1330 г. един бенедиктински манастир.